# Räddningsstation Öregrund

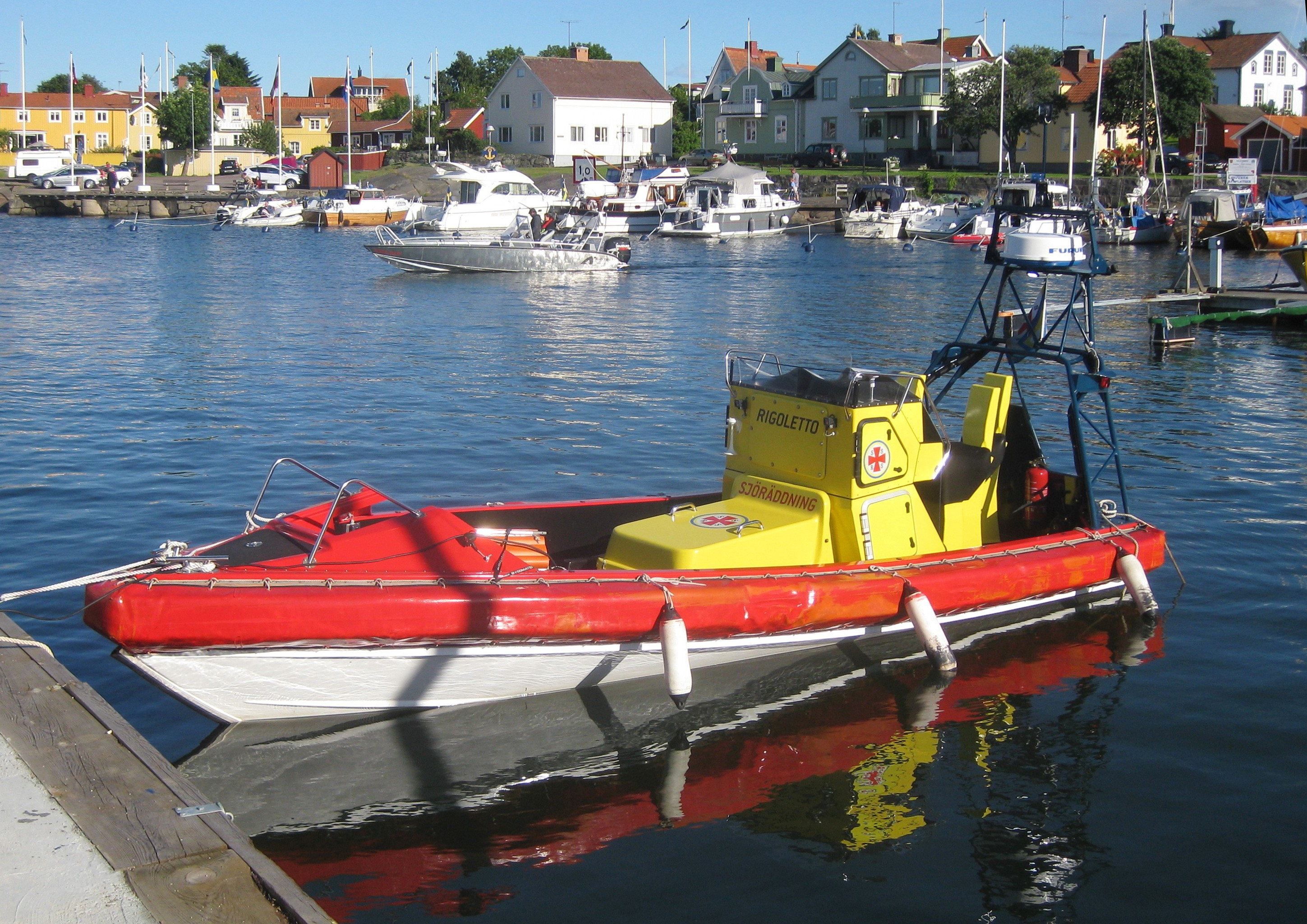
Rescue Rigoletto utanför Räddningsstation Öregrund.

Räddningsstation Öregrund är en av Sjöräddningssällskapets räddningsstationer. 
Räddningsstation Öregrund ligger i Öregrund. Den grundades 1930 och har 23 frivilliga sjöräddare. 

## Räddningsfarkoster
- 12-12 Rescue Olof Wallenius II, ett 11,8 meter långt, täckt räddningsfartyg av Victoriaklass, byggd 2001
- Rescue Sunnanö av Gunnel Larssonklass, byggd 2022
- Rescue Singö, en 8 meter lång öppen Rupert 26 ribbåt, byggd 2005
- Rescuerunner Peter Borg, tillverkad 2017
- Miljöräddningssläp Öregrund

## Tidigare räddningsfarkoster
- 8-750 Rescue Rigoletto, en 7,7 meter lång, tidigare MOB-båt, byggd av Norsafe 2006
- 6-19 Rescue Isolde Wallenius, en tidigare MOB-båt, byggd 1999